# Османская Триполитания
Османская Триполитания — прибрежный район, на котором расположена современная Ливия, управлявшаяся Османской империей с 15 августа 1551 по 18 октября 1911 года. Также Османская Триполитания известна как Королевство Триполи, даже при том, что не являлась королевством, а была сперва эялетом (1551—1864 годы), а затем велайетом (1864—1911 годы) в составе Османской Империи, которой управляли паши. Династия Караманли управляла областью фактически как наследственные монархи с 1711 по 1835 годы, при номинальном османском правлении.
Помимо основной территории Триполитании, Барку также считали частью королевства Триполи, потому что ею де-факто управляли паши Триполи, а также номинальный османский генерал-губернатор.

## История

### Османское завоевание
К началу 16-го века у ливийского побережья была минимальная центральная власть, и её гавани стали приютом для многочисленных групп пиратов.
Испания заняла Триполи в 1510 году, но испанцы были более обеспокоены управлением портом, чем неудобствами управления колонией. В 1530 году город, наряду с Мальтой и Гоцо, был уступлен Карлом I Испанским Рыцарям Св. Иоанна как компенсацию за их недавнее изгнание с Родоса. Христианское правление продлилось до 1551 года, пока Триполи не был осажден и завоеван знаменитыми османскими адмиралами Синан-пашой и Тургут-реисом.
Под османами Магриб был разделен на три области: Алжир, Тунис и Триполи. После 1565 года административный орган в Триполи наделялся в паше, непосредственно назначенном султаном в Константинополе. Султан предоставил паше корпус янычаров, который был в свою очередь разделен на многие компании под командой младшего офицера или бея. Янычары быстро стали доминирующей силой в османской Ливии. Как самоуправляющаяся военная гильдия, соответствующая только их собственным законам и защищенная диваном (совет высокопоставленных чиновников, которые советовали паше), янычары вскоре уменьшили пашу до в основном церемониальной роли.

### Династия Караманли и Берберские войны
В 1711 году Ахмед Карамэнли, османский кавалерийский офицер и сын турецкого офицера и ливийской женщины, захватил власть и основал династию Караманли, которая продержалась 124 года.
В мае 1801 года паша Юсуф Караманли потребовал от Соединённых Штатов увеличение дани до 83 000 $, которые правительство платило с 1796 за защиту своей торговли от пиратства. Требованию отказали, американская военно-морские силы блокировала Триполи, и отрывочная война тянулась до 3 июня 1805 года.
Вторая берберийская война (1815 год), также известная как алжирская война, была второй из двух войн, идущих между Соединёнными Штатами и североафриканскими протекторатами Османской империи — Алжира, Триполи и Туниса, известных вместе как Берберийские государства.

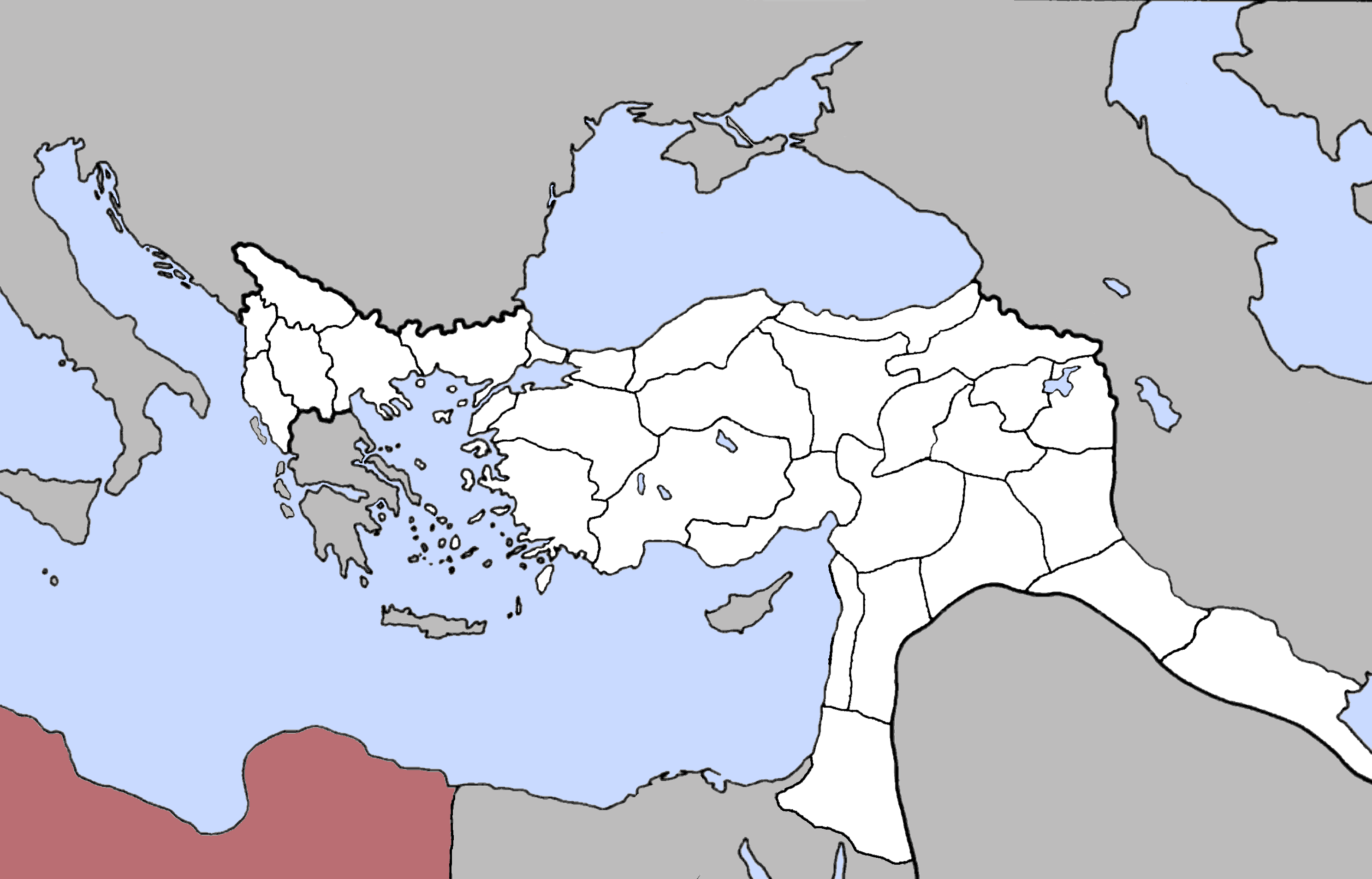
Вилайет Триполитания в 1900 году.

### Переутверждение османской власти
В 1835 году правительство Султана Махмуда II использовало в своих интересах местные беспорядки, чтобы подтвердить их прямую власть, и держало её до заключительного краха Османской империи. Поскольку децентрализованная османская власть привела к фактической независимости Египта, а также Триполи, побережье и пустыня, находящаяся между ними, вновь впали к анархии, даже после того, как прямой османский контроль был возобновлен в Триполи. Местное Движение Сенусси, во главе с исламским клериком Сеидом Мохаммедом Али обратилось к сельской местности с просьбой сопротивляться османскому правлению. Великий Сенусси основал свой главный офис в городе оазиса Джегбуб, в то время как его ихваны (братья) настраивали завиясы (религиозные колледжи или монастыри) через Северную Африку и принесли некоторую стабильность в области, не известные их подчинением центральной власти. В соответствии с выраженной инструкцией Великого Сенусси, прибыль была сделана в основном без любого принуждения.
Это была одна из первых османских областей, которые стали после административной реформы в 1865 году, и к 1867 году область была преобразована в Вилайет Триполитания.
75 лет турки-османы предоставляли Триполитании помощь, и Ливия осталась частью империи — хотя время от времени фактически автономной — пока Италия не вторглась в Ливию в 1911 году, когда Османская империя разрушалась.

### Итало-турецкая война
Итало-турецкая война велась между Османской империей и королевством Италия с 29 сентября 1911 до 18 октября 1912 года.
В результате этого конфликта турки-османы уступили области Триполитании, Феццана и Киренаики Италии. Эти области вместе сформировали страну, которая стала известной как Ливия.